# Hartford Athletic
Hartford Athletic é uma equipe americana de futebol profissional baseada em Hartford, Connecticut. O clube foi fundado em 2018 e começou a jogar no USL Championship em 2019. O goleiro do ano da MLS e antigo treinador do Oklahoma City Energy FC, Jimmy Nielsen, é o treinador principal da equipa.

## Estádio
O clube vai jogar no Dillon Stadium, que será reconstruído e terá capacidade para 5.500 pessoas.

## Estatísticas

### Participações
|  | Participações em 2020 |

| Competição     | Competição               | Temporadas | Melhor campanha      | Estreia | Última | P | R |
| Estados Unidos | Lamar Hunt U.S. Open Cup | 2          | Terceira Fase (2019) | 2019    | 2020   |   | – |